# Xerraire de Biet
El xerraire de Biet (Ianthocincla bieti) és un ocell de la família dels leiotríquids (Leiothrichidae).

## Hàbitat i distribució
Habita les espesures de bambú als boscos dels Himàlaies del sud-oest de la Xina, al sud-oest de Szechwan i nord-oest de Yunnan.